# جودی گرینهام

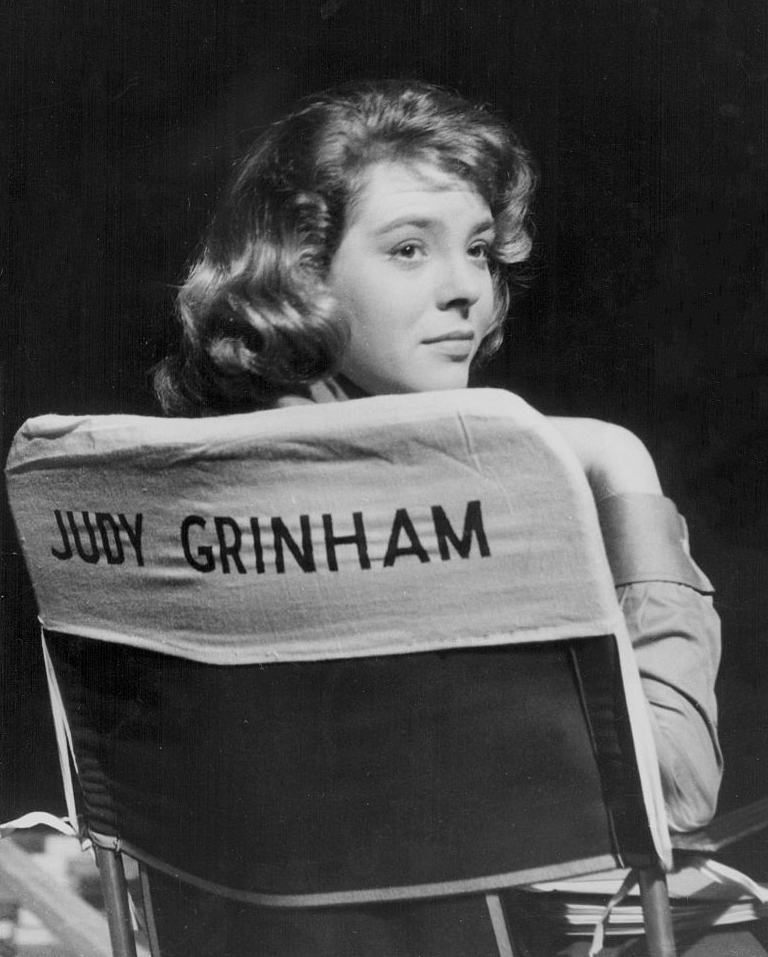
جودی گرینهام

جودی گرینهام (انگلیسی: Judy Grinham) (زاده ۵ مارس ۱۹۳۹) شناگر اهل بریتانیا است.
از افتخارات وی می‌توان به کسب مدال طلا شنا ۱۰۰ متر کرال پشت در بازی‌های المپیک تابستانی ۱۹۵۶ اشاره کرد.